# Pogonophryne ventrimaculata
Pogonophryne ventrimaculata är en fiskart som beskrevs av Eakin, 1987. Pogonophryne ventrimaculata ingår i släktet Pogonophryne och familjen Artedidraconidae. Inga underarter finns listade i Catalogue of Life.